# تاناكا كوكي
تاناكا كوكي (5 نوفمبر 1985 -) هو مغني راب ياباني.

## البطاقة الشخصية
اسمه: 田中 聖
بالروماجي: Tanaka Koki
ألقابه: كوكي، كو - تشان، كو - كون
تاريخ الميلاد: الخامس من نوفمبر 1985
مكان الميلاد: تشيبا، اليابان
الطول : 170 سم
الوزن : 55 كغم
فصيلة الدم : B
وكالة المواهب : جوني للترفيه

## نشأته
ولد تاناكا كوكي في تشيبا في 5 نوفمبر 1985. ثاني أكبر ابن في عائلته المكونة من 5 إخوة وأم عزباء. إخوته الصغار جوري وسوبارو ظهروا معه في الحلقة الأولى من درامته «طوكيو تاناكا صن غو».
سوبارو لعب دور مرحلة الدراسة لـ ايتشيرو، بينما جوري لعب دور مرحلة الدراسة لـ جيرو. ابن عمه تسوكاموتو شوتو أيضا عضو جوني جونيورز سابق.
قبل ولادته، اعتقدت أمه أنه سيكون فتاة، لذلك فكرت بأن تسميه ماريا «نسبة إلى مريم العذراء»، ولكنهم اكتشفوا أنه فتى لذا لم يغيروا حرف الكانجي الأول ولكن طريقه قرائته تغيرت لتصبح «كوكي». كما أنه كان صغير الحجم ووجهه لطيف جداً وأنثوي، وكانوا غالباً ما يخطئونه بأنه فتاة.
تخرج من مدرسة هيروكوشي الثانوية وذهب ليدرس الإعلام في جامعة جوساي الدولية، ولكنه توقف في منتصف دراسته.
يستخدم يده اليمنى للرمي ويده اليسرة للضرب، يحب الرامن ويكره الاوراق الخضراء، يحب الحيوانات كثيراً لدرجة أنه كان يريد أن يصبح طبيبا بيطريا.
الاهتمام بالاصدقاء هي من نقاط قوته، ويهتم أيضاً بالسينبايز الذين معه بالشركة.

## نبذة عنه
تاناكا كوكي، هو العضو صاحب الحرف T الثانية في فرقة كاتون اليابانية، وهو مغني الراب في الفرقة. كوكي كان أول عضو ينضم للشركة من بين أعضاء كاتون. انضم عام 1997 لذا يعتبر السينباي لباقي أعضاء كاتون، حيث انضم بعده بسنة كل من كاميناشي كازويا وأكانيشي جين وناكامارو يويتشي وبعدهم اويدا تاتسويا ثم آخرهم وهو تاغوتشي جونوسكي. الفرق المؤقتة التي انضم لها قبل كاتون هي بي أي جي وبي بي دي.
الراب
بدأ كوكي بكتابة الراب منذ الصغر وكان السبب وراء ذلك أنه كان يستمع للعديد من أغاني الهيب هوب التي تتضمن الراب. وكان قد انجذب له أكثر بعد أن شاهد بعض السينابيز مثل ساكوراي شو وغيره الذين كانوا يؤدون الراب، لذا بدأ بكتابة مقاطعه بنفسه وإضافتها إلى أغاني كاتون تحت اسم «الجوكر». أما الآن يعتبر كوكي من انجح مغني
الراب في شركة الجونيز، حيث يتمتع باسلوبه الخاص في كتابة وأداء مقاطع الراب الخاصة به. يتميز كوكي أيضا برقص البريك دانس ويجعله دائما جزءا من عروضه أثناء ادائه لأغانيه في حفلات كاتون السنوية.
مع كاتون
تم تكوين كاتون عام 2001 من قبل دوموتو كويتشي الذي يُعتبر السينباي لهم. بدايةً تم جمع 7 أفرد من الجونيورز من بينهم كاميناشي كازويا وأكانيشي جين وتاغوتشي جونوسكي واويدا تاتسويا وناكامارو يويتشي بالإضافة إلى اثنان آخران. ولكن كويتشي قام باستبدالهم وضم كوكي بدلاً منهم. وبذلك اكتملت فرقة كاتون وسميت بهذا الاسم الذي يرجع لأول حرف من اسم عائلة كل عضو فيها. في البداية لم يتقبل كوكي فكرة انضمامه معهم خصوصاً أنه كان السينباي لهم، لكن هذا الشعور لم يدم طويلا، فقد بدأ كل من الستة بالاهتمام بكاتون وبذل جهدهم حتى تم ترسيمهم في عام 2006.

## أغاني السولو الخاصة به
- 2006 - شورتي
- 2007 - ميك يو ويت
- 2008 - بارازايت
- 2008 - آي دونت ميس يو
- 2009 - باييروت
- 2010 - ميك يو ويت - تشابتر 2

## الأعمال الخاصة به
دراما
| سنة العرض | القناة | عنوان الدراما              | الدور                          |
| --------- | ------ | -------------------------- | ------------------------------ |
| 2000      | NTV    | تينشي غا كييتا ماتشي       | غير معروف                      |
| 2000      | NTV    | إيجي                       | أيجي                           |
| 2001      | NTV    | نيفر لاند                  | إيواتسوكي شيغيهيسا             |
| 2001      | فوجي   | ماتشي بيروكو بيغ دايساكسين | غير معروف                      |
| 2005      | TBS    | كينباتشي سينسي             | غير معروف                      |
| 2006      | NTV    | تاتا هيتوتسو نو كوي        | كوسانو كو                      |
| 2006      | NTV    | ماي بوس ماي هيرو           | مانابي كازويا                  |
| 2006      | NTV    | تاكسان نو أي وو اريغاتو    | غير معروف                      |
| 2007      | أساهي  | بياكوتاي                   | شينودا غيسابورو & شينودا يوسكي |
| 2007      | TBS    | طوكيو تاناكا صن غو         | تاناكا ايتشيرو                 |
| 2009      | أساهي  | هيساتسو شيغوتونين          | رين                            |

### الحفلات والمسرحيات الموسيقية
| السنة | العنوان                              | التاريخ                            | نوعية الدور |
| ----- | ------------------------------------ | ---------------------------------- | ----------- |
| 1996  | برودواي ميوزيكال بيغ ~يومي وآ كآنآو~ | غير معروف                          | دور مساند   |
| 1996  | كورومي وآري نينغيو                   | غير معروف                          | دور مساند   |
| 2001  | شوك                                  | من 1 ديسمبر 2001 إلى 27 يناير 2002 | دور مساند   |
| 2002  | شوك                                  | من 4 إلى 28 يونيو                  | دور مساند   |
| 2003  | شوك إز رييل شوك                      | من 8 يناير حتى 25 فبراير           | دور مساند   |
| 2004  | دريم بويز                            | من 8 يناير حتى 31 يناير            | دور مساند   |
| 2004  | دريم بويز                            | من 8 مايو حتى 23 مايو              | دور بطولة   |
| 2005  | هي سي دريم بويز                      | 27 أبريل حتى 15 مايو               | دور مساعد   |
| 2006  | دريم بويز                            | من 3 يناير حتى 29 يناير            | دور بطولة   |
| 2007  | دريم بويز                            | من 5 سبتمر حتى 30 سبتمبر           | دور بطولة   |
| 2008  | دريم بويز                            | من 4 مارس حتى 30 مارس              | دور بطولة   |
| 2008  | دريم بويز                            | من 4 أبريل حتى 16 أبريل            | دور بطولة   |

برامج الراديو
كاتون ستايل : يقوم به برفقة العضو تاغوتشي جونوسكي، ويبث كل يوم اثنين وثلاثاء من الساعة 23:50 - 24:00 .

## إعلاناته التجارية
- دوكومو: هواتف نقالة
- روتو موغيتاتي: مرطب شفاه
- لوت: علكة بلس اكس
- لوت: شوكولاتة كرنكي
- اوكسي: مستحضرات عناية للرجل «مع أكانيشي جين»

## إنجازاته
- 2007 جائزة تي في نافي للدراما: أفضل ممثل صاعد عن دوره في «ماي بوس ماي هيرو»
- 2006 جائزة الأكاديمية للدراما التلفزيونية: أفضل ممثل مساعد عن دوره في «ماي بوس ماي هيرو»

## روابط خارجية
- تاناكا كوكي على موقع IMDb (الإنجليزية)
- تاناكا كوكي على موقع قاعدة بيانات الفيلم (الإنجليزية)